# École véronaise
L'École véronaise ou école de Vérone, est une école italienne de peinture regroupant des artistes du Moyen Âge jusqu’à la fin du XVIIIe siècle, dont voici quelques représentants :
- Liberale da Verona (1441 - 1526)
- Domenico Morone (1442 - 1518)
- Francesco Bonsignori (1460 - 1519)
- Giovanni Maria Falconetto (1468 –  1535)
- Michele da Verona (v. 1470 - 1540)
- Francesco Morone (1471 - 1529), fils de Domenico Morone
- Girolamo Dai Libri (v. 1474 - 1555)
- Niccolò Giolfino (1476 –  1555)
- Giovanni Francesco Caroto (1480 - 1555)
- Francesco Torbido, (1482 - 1562)
- Domenico Riccio (dit Domenico Brusasorci) (1516 - 1567)
- Antonio Badile (v. 1518 - 1560)
- Paolo Farinati (1524 - 1606)
- Giovanni Battista Zelotti (1526 - 1578)
- Bernardino India (1528 - 1590)
- Felice Riccio (1539 - 1605)
- Giovanni Battista Brusasorci (1544 - ?  ), fils de Domenico Riccio
- Cecilia Brusasorci (1549 – 1593), fille de Domenico Riccio
- Alessandro Turchi (1578 - 1649)

## Œuvres caractéristiques
- Museo civico d'Arte de Vérone, fresques de l'école véronaise du XIVe siècle.
- Au musée du Louvre, à Paris, qui possède une collection de référence pour l'école véronaise